# Danmarks Naturkanon
Danmarks Naturkanon blev første gang præsenteret i 2009 af miljøminister Troels Lund Poulsen. Den omfattede 216 eksempler på unik dansk natur, både den sjældne og den velkendte herunder f.eks. plante- og dyrearter, naturtyper og steder.
Den 20. november 2018 præsenterede miljø- og fødevareminister Jakob Ellemann-Jensen en opdateret udgave af kanonen ved et arrangement i Nationalpark Mols Bjerge. Den indeholder 15 steder med unik dansk natur, som samtidig er en oplevelse at besøge. Stederne er udvalgt af en jury på baggrund af en række udvælgelseskriterier samt forslag fra danskerne.

## De udvalgte steder
De 15 steder i Danmarks Naturkanon er:
| Sted                            | Beliggenhed      | Sted                            | Beliggenhed                                   |
| Nordjylland                     | Nordjylland      | Midtjylland                     | Midtjylland                                   |
| ------------------------------- | ---------------- | ------------------------------- | --------------------------------------------- |
| Lille Vildmose                  | Lille Vildmose   | Vind Hede og Stråsø Plantage    | Vind Hede                                     |
| Skagen og Råbjerg Mile          | Råbjerg Mile     | Jernhatten og Mols Bjerge       | Mols Bjerge                                   |
| Fosdalen og Svinkløv            | Fosdalen         | Gudenåens og Skjernåens kilder  | Gudenåens og Skjernsåens kilder ved Rørbæk sø |
| Sydddanmark                     | Sydddanmark      | Hovedstaden                     | Hovedstaden                                   |
| Svanninge Bakker og Bjerge      | Svanninge Bakker | Ertholmene                      | Ertholmene                                    |
| Treldenæs og Treldeskovene      | Trelde Næs       | Melby Overdrev og Tisvilde Hegn | Tisvilde Hegn                                 |
| Mandø og Vadehavet              | Vadehavet        | Vestamager og Øresund           | Vestamager                                    |
| Sjælland                        |                  |                                 |                                               |
| Suserup Skov                    | Suserup Skov     |                                 |                                               |
| Røsnæs                          | Røsnæs           |                                 |                                               |
| Mandemarke Bakker og Møns Klint | Møns Klint       |                                 |                                               |

## Udvælgelseskriterier
De politisk fastlagte udvælgelseskriterier for Danmarks Naturkanon 2018:
- Den enkelte lokalitet skal have en smuk natur og noget særligt, der er værd at besøge.
- Lokaliteten skal have en væsentlig biologisk, geologisk eller landskabelig værdi.
- Der skal være offentlig adgang til hele lokaliteten eller til væsentlige steder inden for den.
- Der skal være mindst én specifik geografisk lokalitet som nemt kan formidles og være en naturlig indgang for dem, der vil besøge naturområdet.

## Juryen
Juryen bag Danmarks Naturkanon bestod i 2018 bestod af: 
- Susanne Sayers
- Sebastian Klein
- Dorte Dalgaard
- Frank Erichsen
- Vicky Knudsen
- Johan Gotthardt Olsen
- Maria Reumert Gjerding
- Flemming Rune

## Forslag og nominerede
I efteråret 2018 modtog Miljø- og Fødevareministeriet 1671 forslag til steder, som burde komme i betragtning til Danmarks Naturkanon. På baggrund af forslagene og de fire udvælgelseskriterier, nominerede juryen 30 steder fordelt på Danmarks fem regioner. De 30 nominerede blev præsenteret den 8. oktober 2018 og herefter var det muligt at dele naturoplevelser fra stederne. Det gjorde mere end 1200 danskere. Oplevelserne fungerede som inspiration for juryen, der herefter udvalgte de 15 steder til Danmarks Naturkanon. 
De 30 nominerede til Danmarks Naturkanon var:
1. Råbjerg Mose
2. Skagen og Råbjerg Mile
3. Fosdalen og Svinkløv
4. Vejlerne
5. Hanstholm Vildtreservat
6. Lille Vildmose
7. Anholt
8. Daugbjerg og Mønsted kalkgruber
9. Gudenåen og Skjernåens kilder
10. Jernhatten og Mols Bjerge
11. Vind Hede og Stråsø Plantage
12. Borresø - Silkeborgsøerne
13. Fyns Hoved
14. Mandø
15. Svanninge Bakker
16. Treldeskovene
17. Filsø
18. Vejle Ådal
19. Mandemarke Bakker
20. Maribosøerne
21. Spidsen af Røsnæs
22. Suserup Skov
23. Brorfelde
24. Knudshoved og Avnø
25. Hammerknuden
26. Melby Overdrev og Tisvilde Hegn
27. Bøllemosen - Jægersborg Hegn
28. Klydesøen - Vestamager
29. Ertholmene
30. Tusindårsegene – Jægerspris Nordskov

## Eksterne kilder og henvisninger
- Skov- og naturstyrelsen: Naturkanon Arkiveret 26. april 2014 hos  Wayback Machine